# Christian Friis til Kragerup
 Der er flere personer med dette navn, se Christian Friis.
H.E. Christian Friis (født 4. november 1581, død 1. oktober 1639) til Kragerup var en dansk adelsmand og kongens kansler.

## Opvækst og uddannelse
Friis hørte til Skaktavl-Friisernes slægt og var født på herregården Krastrup i Farstrup Sogn, Viborg Stift. Hans fader var Jørgen Friis (død 1616). Moderen, Else Bjørn, var en af de sidste ætlinger af en gammel og berømt slægt, der i sine sidste led havde vist en udpræget sans for åndelige formål, og det er ikke usandsynligt, at Friis i så henseende har fået en god arv efter sin moder.
Friis blev sat i Sorø Skole, hvor Johannes Stephanius dengang var rektor, og da han var nået til ynglingealderen, sendtes han 1599 med sine brødre Gregers og Bjørn Friis til udlandet, ledsaget af en præceptor, magister Herman Nielsen, der siden blev professor ved Københavns Universitet. I to år opholdt de sig i Marburg og rejste derefter til Strasbourg, men opholdet her blev dog kun kort. Efter at have beset forskellige steder i Tyskland kom de 1601 atter hjem. Faderen var imidlertid blevet statholder i Norge og lensmand på Akershus, og hertil begav de sig nu. 1602 rejste de tre brødre og endnu en fjerde, Anders Friis, atter ud, denne gang ad søvejen fra Norge til Frankrig. I Paris, hvor de var en tid, døde Gregers og Bjørn Friis, men de andre drog dog videre til Orléans og Montpellier. I Marseille tog Christian Friis 1604 afsked med broderen Anders og den ovennævnte hovmester og drog alene til Italien.
Ved universitetet i Padova, hvor han opholdt sig i længere tid, blev han den tyske nations (dvs. gruppen af studerende med germanske sprog som modersmål) "råd". En matrikel over nationens medlemmer, begyndt af ham 1605, vidner endnu om den fremragende plads, han indtog blandt disse (Suhms Samlinger til den Danske Historie II, 3, 14). Imidlertid erhvervede han både politisk indsigt og megen sprogfærdighed, som siden kom ham til gode, navnlig ved forhandlinger med fremmede nationers sendebud. I foråret 1606 begav han sig på tilbagerejsen, men besøgte dog først Nederlandene, hvor han en tid lang som volontør fulgte prins Morits af Oranien på hans krigstog. Men da vinteren stundede til, rejste Friis hjem og blev snart efter (maj 1607) optaget i kongens omgivelser som hofjunker, i hvilken stilling han blev i henved fire år. Da rigsråd Jacob Ulfeldt og doktor Jonas Charisius i november 1607 rejste til Holland for at deltage i generalstaternes fredsforhandlinger med Spanien, var Friis med i deres følge. Først i august 1608 kom de tilbage.

## Embedsliv
I Kalmarkrigen 1611–1613 fik Friis lejlighed til at udfolde en krigerisk og administrativ dygtighed, der i særlig grad henledte Christian 4.s opmærksomhed på ham. Som kaptajn over et antal hvervede tropper deltog han i erobringen af Kalmar. Siden var han proviantmester for den afdeling af hæren, som holdt Kalmar besat. I den anledning korresponderede han stadig med kansler Christian Friis til Borreby, der var formand i regeringen derhjemme. Friis' breve, der for det meste er på latin, viser, at om han end skrev sproget med en vis lethed, beherskede han det dog ingenlunde i den grad som hans ældre navnebroder. En lille dansk dagbog fra Friis' hånd over krigsbegivenheder 1612, væsentlig bygget på Christian 4.s egen dagbog, er bevaret. Da Borgholm Slot på Øland i juni 1612 var blevet erobret af danskerne, blev Friis indsat som guvernør over slottet og øen, en stilling, han trods store vanskeligheder holdt, indtil Øland efter fredsslutning 1613 blev givet tilbage til Sverige.
Friis blev nu (fra 1. maj 1613) lensmand over Roskildegårds Len, som han året efter ombyttede med Københavns Len. Inden han forlod Roskilde, holdt han her 8. maj 1614 bryllup med Barbara Wittrup (født 1591), der som en art plejedatter havde været i huset hos den gamle kansler Christian Friis til Borreby, men for øvrigt var en datter af Hans Wittrup til Engestofte på Lolland og Anne Huitfeldt. I juli og august 1614 var Friis med Christian 4. i
England. I maj 1615 måtte han opgive Københavns Len, da han fik den ansvarsfulde post som hofmester for den udvalgte prins og kongens andre sønner. Christian 4.s udkast til en instruks for hofmesteren er bevaret. Denne – så vel som de breve, kongen tilskrev Friis, mens hvervet var ham betroet – vidner både om hans tillid til ham og om det vågne øje, hvormed han fulgte alt, hvad der vedrørte sønnernes opdragelse. Prinserne opholdt sig på forskellige steder, navnlig på Kronborg og på Skanderborg Slot, og som følge deraf måtte hofmesteren også jævnligt skifte opholdssted.

## Kansler
I november 1616 fik Friis befaling til med prins Christian at indfinde sig på Koldinghus i anledning af den gottorpske hertug Frederik 3.s lenshylding. Sammenkomsten her med kongen blev yderst betydningsfuld for Friis, for 1. december samme år blev han udnævnt til at beklæde det siden den ældre Christian Friis' død i juli samme år ledige rigsembede som kongelig kansler, og samtidig indtrådte han i rigsrådet som dettes førstemand og fik ridderslaget af kongen ved festlighederne i anledning af lenshyldingen. Med kanslerembedet fulgte som løn Sankt Knuds Klosters len i Odense afgiftsfrit samt senere (1626) tillige Munkeliv Klosters len i Norge.
Når Friis, der aldrig havde haft plads i kancelliet, i en alder af kun 35 år blev rigets første embedsmand og stilledes i spidsen for kancelliet, hvis område var yderst vidtrækkende, så må et sådant valg enten tyde på, at der ikke var mange kansleremner,om hvilke der kunne være tale eller også på en ualmindelig tillid fra kongens side. Rimeligst er det måske, at begge grunde har virket i forening.
Det ligger nær at sammenligne Friis med hans forgænger af samme navn. Alt tyder på, at den gamle kansler har været en myndigere og mere bydende personlighed, men til gengæld var den yngre mere tilgængelig og med større personlig interesse for de åndelige opgaver, der var fremme i tiden. Københavns Universitet, hvis øverste tilsynsmand Friis blev, følte vistnok kanslerskiftet som en ikke ganske ringe behagelighed; for mens den gamle kansler ville afgøre alt, gav den yngre professorerne langt friere hænder. Denne var vel ikke så stiv en latiner som sin forgænger, men hans videnskabelige sans strakte sig til videre områder, og da navnlig til fædrelandets historie og oldsager, ligesom han havde en kærlighed til dansk digtekunst og litteratur, som den gamle Christian Friis næppe har haft i samme grad. For de kirkelige anliggender havde begge vistnok en ikke ringe omhu, men også her gjorde deres forskellige individualitet sig gældende, og den yngre Friis tog sagerne på anden måde, end det noget barske regimente, som den gamle kansler øvede.
Gennemlæser man den lange række af breve, som Christian 4. har skrevet til Friis, eller gennemløber de tykke pakker af bevarede "kanslerbreve", får man et næsten overvældende indtryk af mangfoldigheden af de sager, som kansleren måtte gennempløje for enten selv at træffe en afgørelse eller forelægge kongen et referat til nærmere resolution. Af størst betydning var hans præsidium på herredagene og i rigsrådets møder med alt, hvad dertil hørte af propositioner, erklæringer og betænkninger samt domme. Kansleren indtog på en måde en dobbelt stilling under disse forhandlinger, nemlig dels som kongens repræsentant, dels som formand for adelsrådet. Så vidt man kan se, har Friis imidlertid i de allerfleste tilfælde forstået at klare denne situations vanskelighed, så at han bevarede både kongens og rigsrådets tillid. Den over hans person udbredte ro og værdighed, ikke at tale om hans ubestridelige hæderlighed og hans bekendte velvilje over for alle gode formål, har vistnok mange gange hjulpet ham ud over stillingens vanskeligheder. Kun to begivenheder skal her særlig anføres. Ved i den ene gik Friis med rigsrådet, ved den anden med kongen, og begge gange valgte han uden hensyn til egen behagelighed eller fordel at gå den vej, som et retskaffent sind måtte anbefale.
Den ene gang var, da rigsrådet med Friis i spidsen i august 1634 i anledning af prins Christians forestående ægteskab gjorde kongen meget indtrængende forestillinger om, hvor nødvendigt det var, at prinsen ændrede sit usædelige og irreligiøse levned, der ellers ville bringe skam og skade over fædrelandet. Den anden gang var, da Friis og Jørgen Urne til Alslev samme år var de eneste blandt adelen på Sjælland og Smålandene, som ubetinget erklærede sig villige til efter kongens forslag at ophæve vornedskabet på deres godser.
Det var ikke blot de indenrigske, men også de udenrigske sager, som gav Friis nok at gøre, da hans virke faldt i Trediveårskrigens tid, der, som næppe nogen anden, var rig på indviklede og vanskelige politiske situationer og forhandlinger. At Friis, ligesom rigsrådet i det hele, kun i ringe grad har billiget Christian 4.s dristige stormagtspolitik, er næppe tvivlsomt, særlig da det viste sig, hvilke ulykker den bragte over Danmark. Kun en enkelt gang antydes det dog bestemt, at "der var noget uklart" mellem ham og kongen. Men for øvrigt har Friis vistnok som en tro mand til enhver tid søgt på bedste måde at udfylde den ham anviste plads. I en del af året 1627 var han formand i regeringsrådet, der styrede landets indre sager i kongens fravær. Han var med Tage Thott Danmarks sendemand til Stockholm i vinteren 1627–1628, da Christian 4. under de kejserlige troppers ødelæggende fremfærd i Danmark gerne ville have sluttet et forbund med Sverige. Og ved fredsforhandlingerne i Lübeck i 1629, der gjorde en forholdsvis god ende på en ulykkelig krig, var Friis tillige med Jacob Ulfeldt og Albert Skeel den danske konges befuldmægtigede. Når Danmark imidlertid efter denne fred af omstændighederne mere og mere blev tvunget over til kejserlig side, har det sikkert været tungt for Friis at se på, hvordan tingene udviklede sig. Hans indflydelse var ikke stor nok til at afværge ulykken, skønt han personlig var den protestantiske sag hjertelig hengiven og navnlig nærede megen sympati for Gustav Adolfs person, hvorfor også dennes død på valpladsen ved Lützen gik ham nær.
Den politik, Friis foretrak, gik ud på at hævde Danmarks neutralitet under de frygtelige storme, som hjemsøgte Europa; men tidsforholdene var lidet gunstige for en fredspolitik, og Christian 4.s personlige holdning stemte ingenlunde altid med den fremgangsmåde, som hans kansler anså for den rette.

## Friis' støtte til kulturen
For alt, hvad der vedrørte fædrelandets litteratur og historie, nærede Friis en levende interesse. En af hans første opfordringer til Københavns Universitet gik ud på at foranstalte en udgave af den
berømte læge doktor Peder Sørensens efterladte skrifter. Siden lå det ham på hjerte at få de danske historiografers utrykte arbejder frem i lyset. Men landets finansielle afmagt forårsaget af krigen hindrede planens udførelse. Hans Gram har vidnet om Friis, at han var lige så godt hjemme i historien som nogen, hvis egentlige kald det var at sysle dermed; han var alle lærdes store velynder, og ingen skønnede bedre end han, hvad der tjente til videnskabernes fremme. Til en mand som den lærde Holger Rosenkrantz stod Friis i det allervenligste forhold. Ved sine opmuntringer bidrog han væsentlig til, at Ole Worm udgav sine arbejder vedrørende den danske oldforskning, og han har således æren af at have fremlokket nogle af de smukkeste frugter af 1600-tallets videnskabelige stræben. Selv ejede han flere værdifulde membraner (håndskrifter på pergament) af oldnordisk litteratur og satte megen pris på dem.
Historieskriverne Johannes Pontanus' og Johannes Meursius' arbejder fulgte Friis med stor deltagelse. Stephen Hansen Stephanius hjalp han til ansættelse ved Sorø Akademi og bidrog siden personlig til, at hans udgave af Saxos Gesta Danorum kunne komme frem i lyset. Han opmuntrede Anders Arrebo i hans digtervirksomhed og tilskyndede ham til affattelsen af hans hovedværk, Hexaëmeron. Kort sagt, enhver ærlig stræben efter at bringe den fædrelandske litteratur på fode fandt hos Friis deltagelse og velvillig beskyttelse.
Om hans virksomhed for skole og kirke kunne siges meget. Her skal det blot bemærkes, at han med lyst og indsigt syslede med specielle undervisningsspørgsmål vedrørende de latinske skoler og gymnasier, og man har endnu den af så mange betydningsfulde hverv optagne kanslers egenhændige udkast til en række kongebreve, bestemte til at yde præsterne i de slettest aflagte kald nogen forbedring i deres indkomster.
Intet under derfor, at det vakte almindelig sorg, særlig i alle kredse, som kunne regnes blandt de lærde, da det rygtedes, at Friis 1. oktober 1639 efter tre ugers sygdom var afgået ved døden.
Sjællands biskop, doktor Jesper Rasmussen Brochmand, tolkede ved hans bisættelse i Vor Frue Kirke på en værdig måde de følelser, der vistnok besjælede de allerfleste danske og norske over for den bortgangne hædersmand. Det samme gjorde professor Hans Hansen Resen på Københavns Universitet. Friis' lig blev siden gravlagt i Sorø Kirke, hvor også hans hustru (død 1653) og flere af hans børn hviler.
En fremmed, som på Christian 4.s tid besøgte Danmark, har skildret Friis som en mand af høj og anselig skikkelse med et noget bredt ansigt og et gammeldags firkantet skæg; han talte godt fransk, var lærd, sagtmodig (esprit doux), oprigtig, omend en smule frygtagtig. Hans endnu bevarede billede viser os et godt og ærligt, men just ikke åndfuldt udtryk. Hans bryst er prydet med Elefantordenen. "En brav, fornuftig og arbejdsom mand", det var det minde, efterslægten bevarede om ham.
Der fortælles, at Friis var tilbøjelig til, når der mødte særlige tilfælde, som ikke udtrykkelig var omhandlede i loven, da straks at komme med en ny forordning, og at Christian 4. lidt utålmodig herover en morgen, da kansleren efter sædvane indfandt sig på slottet, modtog ham med det spørgsmål: "Nå, hvilke nye forordninger har I nu drømt om i nat?" Men det tilføjes også, at kongen var meget taknemmelig over, at Friis mod slutningen af sit liv påtog sig at sammenarbejde de ældre forordninger til en reces, og at han i den anledning gjorde Friis' hustru og ældste søn betydelige foræringer. Friis oplevede dog ikke fuldendelsen af dette arbejde, der først senere kom frem i lyset som Christian 4.s bekendte Store Reces af 1643.
Friis ejede til Kragerup, en gård i Ørslev Sogn ved Slagelse, som hans fader 1610 havde udlagt til ham, og hvor han opførte en grundmuret hovedbygning med tre fløje med to etager. Siden blev han ejer af Vår Hovedgård i hans fødesogn, Farstrup. Her viste han den samme retsindige tænkemåde, som hans ven Holger Rosenkrantz – som et særsyn blandt adelen – også havde vist, ved at udlægge sognepræsten en gård som erstatning for tiende, hvilken afgift de adelige sædegårde ellers var fri for. Endelig ejede Friis Lindholm i den smukke egn ved Borrevejle, 7½ km vest for Roskilde, og her opholdt han sig jævnlig i sine sidste år. Han efterlod en stor børneflok, deriblandt Christian Friis til Lyngbygård og Hans Friis til Clausholm.